# Langenargen
Langenargen är en kommun vid Bodensjön i förbundslandet Baden-Württemberg i Tyskland. Folkmängden uppgår till cirka 7 800 invånare, på en yta av 15,27 kvadratkilometer.
Kommunen ingår i kommunalförbundet Eriskirch-Kressbronn a. B.-Langenargen tillsammans med kommunerna Eriskirch och Kressbronn am Bodensee.

## Historia
Dagens Langenargen hette Arguna och det var dokumenterad i ett gåvobrev till klostret S:t Gallus för första gången 770.
Eftersom 1290 i besittning av grevarna av Montfort, byggdes här ett slott år 1343.
1780 måste skuldsatta grevarna av Montfort överlämnas deras länder till Österrike. På 1800-talet det montfortisk grevskap leddes till Bayern, sedan till Württemberg.